# راننده تاکسی (فیلم ۱۹۵۴)
«راننده تاکسی» (انگلیسی: Taxi Driver) یک فیلم است که در سال ۱۹۵۴ منتشر شد. از بازیگران آن می‌توان به دو آناند اشاره کرد.